# Victoria, Mapastepec
Victoria är en ort i Mexiko.   Den ligger i kommunen Mapastepec och delstaten Chiapas, i den sydöstra delen av landet, 800 km sydost om huvudstaden Mexico City. Victoria ligger 245 meter över havet och antalet invånare är 396.
Terrängen runt Victoria är varierad. Runt Victoria är det ganska tätbefolkat, med 60 invånare per kvadratkilometer. Närmaste större samhälle är Mapastepec, 10,3 km sydväst om Victoria. I omgivningarna runt Victoria växer i huvudsak städsegrön lövskog.